# Desidrogenação
Desidrogenação é uma reação química que envolve a eliminação de hidrogênio (H2). É o processo reverso da hidrogenação. Reações de desidrogenação podem ser tanto processos de larga escala na indústria quanto de pequena escala em laboratório.
Existe uma variedade de classes de processos de desidrogenação:
- Aromatização - Anés de alicíclicos de seis membros podem ser aromatizados na presença de catalisadores  de hidrogenação, os elementos enxofre e selênio, ou quinonas (tais como DDQ).
- Oxidação - A conversão de álcoois a cetonas ou aldeídos pode ser afetada por catalisadores metálicos tais como cromita de cobre. Na oxidação de Oppenauer, hidrogênio é transferido de um álcool a outro causando a oxidação.
- Desidrogenação de aminas - aminas podem ser convertidas a nitrilas usando uma variedade de reagentes, tais como IF5.
- Desidrogenação de parafinas e olefinas - parafinas como o n-pentano e isopentano podem ser convertidas a penteno e isopreno.

Desidrogenação converte gorduras saturadas em insaturadas.